# Centuria (Numidie)
Pour les articles homonymes, voir Centuria (homonymie).

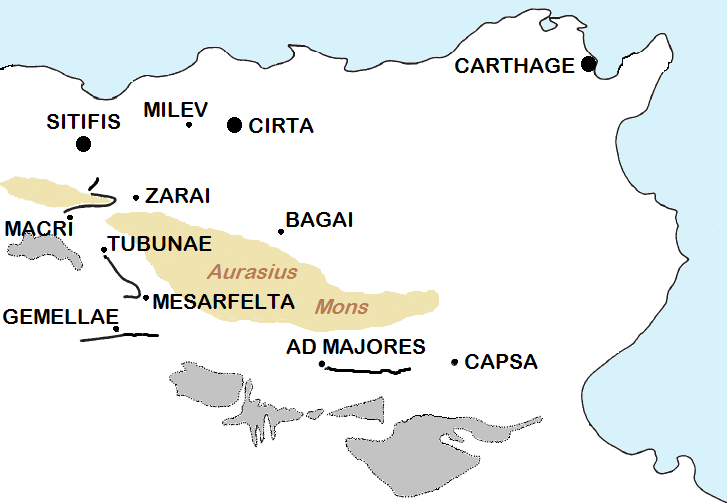
Carte géographique représentant une partie tunisienne de la Numidie sous l'Empire Romain.

Centuria, également connue sous le nom de Centuriensis, est une ville de l'époque romaine dans la province de Numidie. Elle a été provisoirement identifiée, avec des ruines, près d'Aïn El Hadjar, au sud de Saïda, en Algérie,.

## Évêché
La ville était le siège d'un ancien évêché et l'actuel évêque est Ferenc Cserháti (de). Les évêques connus de la ville incluent :
- Quodvultdeus (fl. 402-411) (évêque catholique ayant assisté au concile de Milevum en 402 et à la conférence de Carthage en 411)
- Cresconio (fl. 411) (rival donatiste)
- Gennaro (fl. 484)
- Luis Camargo Pacheco (1622-1665)
- Johann Kaspar Kühner (1664-1685)
- Andrew Giffard (nommé en 1705-n'a pas pris ses fonctions)
- John Douglass (nommé le 10 septembre 1790-mort le 8 mai 1812)
- Myles Prendergast (1818-1844)
- Antonio Majthényi (1840-1856)
- St. Valentín Faustino Berrio Ochoa, (1857-1er novembre 1861)
- Thomas McNulty (1864-1866)
- Bonifacio Antonio Toscano (1874-1896)
- Giuseppe Perrachon (18 décembre 1925-1944)
- Stanislao Czajka (1944-1965)
- William Joseph Moran (1965-1996)
- Piotr Libera (1996-2007)
- Ferenc Cserháti (nommé le 15 juin 2007-)